# 六溴合铱(IV)酸钾
六溴合铱(IV)酸钾是一种无机化合物，化学式为K2IrBr6。它可由六氯合铱(IV)酸钾和63%或48%的氢溴酸反应，煮沸得到。它与氯铂酸钾同构，空间群Fm3m，晶胞参数a=10.298(5) Å，Z=4。
它和环辛烯在异丙醇水溶液中加热反应，可以得到棕黄色的[IrBr(C8H14)2]n。它和五氧化二氮反应，可以得到K2Ir(NO3)6。